# Štefan II. Kotromanić
Štefan II. Kotromanić, bosanski ban, † september 1353, grad Bobovac (blizu Vareša).
Štefan II. je bil vladar, ki je ustvaril bosansko državo, čeprav le neformalno. Sprva je bil pomočnik bosanskega bana Mladena II. Šubića. Po Mladenovem padcu ga je ogrsko-hrvaški kralj Karel I. priznal za bosanskega bana in mu prepustil urejanje bosenskih zadev. Z vojaško spretnostjo je podvojil ozemlje svoje vladavine. Na diplomatski način je (brez boja) nevtraliziral papeževa prizadevanje po katolizaciji Bosne. Pridobil si je tudi naklonjenost Karlovega naslednika, kralja Ludvika I. Po spopadu med ogrsko in benečansko vojsko pred Zadrom (1346) je vodil vse bolj samostojno zunanjo politiko. V konfliktu s srbskim carjem Dušanom se je izognil direktnemu spopadu in uspel ohraniti obseg svoje vladavine neokrnjen. Malo pred smrtjo je še doživel poroko svoje hčerke Elizabete s kraljem Ludvikom I.

## Poreklo. Umik v Dubrovnik in povratek v Bosno
Starša Štefan II. sta bila oče, bosanski ban Štefan I. (†~1313) iz bosanske vladarske dinastije Kotromanićev, in mati Elizabeta, hčerka srbskega kralja Štefana Dragutina iz dinastije Nemanjićev. Njegovemu očetu so Bribirski knezi leta 1302 formalno odvzeli banski naslov, toda, kot vse kaže, dejansko le na delu banovine. Na drugem delu banovine je Štefan I. ohranil svoj vpliv vse do svoje smrti. Po njegovi smrti so v Bosni izbruhnili nemiri. Vdova Elizabeta je bila prisiljena umakniti se z mladoletnimi sinovi Štefanom II., Vladislavom, Ninoslavom in hčerko Katarino v Dubrovniško republiko (1314), kjer je z njimi ostala več let. Izgleda, da je Štefan II. tam v latinski šoli dobil neko izobrazbo.
V tem času je v Bosni nazivno vladal dalmatinsko-hrvaški in bosanski ban Mladen II. Šubić. Vendar oblast katoliških Šubičev v "krivoverski" se je razlikovala od katoliške in pravoslavne Bosni nikdar ni bila trdna. Ker je imel Mladen II. veliko problemov tudi na Hrvaškem in v Dalmaciji, je pred letom 1319 omogočil povratek domače banske rodbine v Bosno in tam banske posle prepustil Štefanu II. Da bi okrepil katoliški vpliv, je pripravil poroko med Štefanom II. in ortenburško princeso (verjetno hčerko grofa Majnharda I., Elizabeto). O pripravah na poroko priča listina , v kateri papež Janez XXII. dovoljuje poroko kljub temu, da sta bila partnerja (v četrtem kolenu) v krvnem sorodstvu. Ni dokazov, da je do poroke tudi dejansko prišlo.
Leta 1322 je prišel Mladen II. najprej v spor z mestoma Trogir in Šibenik, potem pa se mu je uprla večina hrvaških plemičev. Po naročilu ogrsko-hrvaškega kralja Karla I. se jim je pridružil tudi Štefan II. v vlogi bosanskega bana. Uporniki so Mladena odločilno premagali v bitki pri Blizni. Mladenov poraz je bil tudi v skladu s prizadevanji ogrsko-hrvaškega kralja Karla I., ki se je v procesu centralizacije kraljestva boril proti premočnim plemičem. Ko sem mu je Mladen II. prišel poklonit v Knin, ga je dal prijeti in ga odpeljal s seboj na Ogrsko.

## Utrjevanje banske oblasti v Bosni
Od leta 1322 je bil tako Štefan II. s kraljevim pristankom ban v Bosni. Kralj se je zadovoljil z njegovim vazalstvom in mu pustil, da je lahko razmere v deželi urejal po svoje. Štefan je takoj začel utrjevati svoj položaj s tem, da je lokalnemu plemstvu delil privilegije. Na svojo stran mu je uspelo pridobiti Vukoslava Hrvatića, sina nekdanjega najpomembnejšega zaveznika Šubićev v Bosni, kneza Hrvatina, gospodarja na ozemlju, ki se je začelo imenovati "Donji Krajevi" (porečji srednjega Vrbasa in gornje Sane). Štefan se mu je oddolžil tako, da mu je dal v dedno last dve županiji, Banice in Vrbano, pa tudi dve mesti, Ključ in Kotor. V zameno mu je moral Vukoslav po svojih zmožnostih služiti z orožjem. Podelitvena listina zgovorno priča o obsegu Štefanove oblasti leta 1322 in odnosih med njim, bratom Vladislavom in podaniki. Darovalci so podpisani kot ban Stepan, sin gospodina bana Stepana, po milosti božiei gospodin vsem zemlam bosinskim, i Soli, i Usore, i Dolnim kraem i Hlimske zemle gospodin i brat moi knez Vladislav. Navedenih je 12 prič in obsežno Štefanovo spremstvo predstavnikov bosanskih pokrajin.

## Širitev ozemlja
Na sosednjem Hrvaškem so plemiči leta 1322 dokaj složni izgnali iz Knina kraljevo posadko, ko pa se je v trdnjavo vselil najmočnejši med njimi, Nelipac II. Nelipčić, to mnogim ni bilo všeč. Pod vodstvom Jurija II. Šubića so se združili proti Nelipcu, a jih je ta julija 1324 v bitki pri slapovih Krke močno porazil. Nelipac je poleti 1326 premagal tudi kraljevo vojsko pod vodstvom slavonskega bana Mikca Mihajlovića in tako kralju onemogočil dejansko oblast v južni Hrvaški in Dalmaciji.
Štefanove čete so leta 1324 sodelovale na strani Jurija II. Šubića in leta 1326 na strani bana Mikca le toliko, da je ohranil kraljevo zaupanje. V ozadju teh bojev je utrjeval svojo oblast nad delom območja Usora in Soli in verjetno, brez mnogo truda, takrat osvojil ozemlje Završja (Glamoćko, Livanjsko in Duvanjsko polje) in del Huma (Imotsko polje) in potem tudi vso primorsko Krajino med Cetino in Neretvo (1324-1326). (Glej banovino Štefana II. na zemljevidu v članku!)
Štefan je leta 1326 sklenil z Dubrovniško republiko zavezništvo, naperjeno proti bratom Branojević, ki so izkoristili dinastične boje med Nemanjići in samostojno zavladali v srbskem delu Huma. Zavzel je to ozemlje in v okvir svoje vladavine vključil še primorje med Neretvo in Dubrovniško republiko. Štefanova vojska se je tu bojevala z uporniki tudi še naslednja leta. V nekem spopadu leta 1329, v katerem je Štefan osebno sodeloval, je bil ubit Štefanov konj in sam Štefan bi padel, če mu nebi dal svojega konja zvesti Vuk Vukosavljević, ki je potem v boju umrl.
Štefanova banovina in Dubrovniška republika sta postali neposredni sosedi in odrezali še vedno srbska Pelješac in Ston od državnega ozemlja. Spretni Dubrovčani so to ozemlje od Srbov kupili in si posedovalno pravico zagotovili tudi s Štefanove strani, za kar pa so mu morali plačevati letno 500 perperjev najemnine.
Z osvojitvami je Štefan podvojil površino svoje vladavine in njegov pisar (dijak Pribislav) je (enkrat po letu 1329) upravičeno zapisal, da njegov gospodar obvladuje ozemlje "od Save do morja in od Cetine do Drine".

## Diplomatsko odvračanje katoliškega vpliva
Papeži so si že dolgo prizadevali za katolizacijo Bosne. Papež Janez XXII. je postavil frančiškana Fabijana za inkvizitorja v Slavoniji in mu zadal nalogo, da iztrebi herezijo v Bosni; bana Štefana je pozval, naj mu pomaga. Na banovo srečo je njegovo delovanje za nekaj časa zaustavil prepir med benediktinci in frančiškani o tem, kateri red je pooblaščen za sežiganje heretikov. Leta 1334 je umrl bosanski škof Peter in papež in kralj sta si oba lastila pristojnost za nastavitev novega; spor je bil rešen leta 1336, ko je papež Benedikt XII. za novega bosanskega škofa postavil Lovra. A tudi to še ni ogrožalo bosanske cerkve, ker je imel škof rezidenco v Đakovu in si v Bosno ni niti upal priti.
Tedaj pa je Benedikt XII. sprejel ponudbo Nelipca II. Nelipčića, gorečega katolika, da z orožjem izkorenini nevernike v Bosni. Nelipac je imel v ozadju seveda svojo računico, da razširi svojo oblast v Bosno. Leta 1337 je papež pozval hrvaške plemiče na križarsko vojno proti bosenskim heretikom in proti Štefanu II., katerega je imel za enega glavnih krivcev, da katolizacija ne steče. Vendar Šubići, ki so bili še vedno močni, niso bili pripravljeni prelivati krvi za sovražnega jim Nelipca. Dogovorjena je tudi že bila poroka med bratom Štefana II., Vladislavom Kotromanićem, in Jeleno, sestro Mladena III. Šubića. Zato je Nelipac spremenil svoj načrt; opustil je misel na Bosno in se obrnil proti Šubićem. Štefan je priskočil Mladenu na pomoč, a Nelipac je v boju kljub temu zmagal in odnehal šele, ko je od Šubičev dobil odškodnino. Štefan je leta 1338 še enkrat napadel Knin, a Nelipac je napad odbil.
Na prehodu iz leta 1339 v leto 1340 je Karel I. prosil antiohijskega patriarha Gerarda, ki se je tedaj kot generalis minister ordinis fatrum minorum mudil na Ogrskem, da odide v Bosno in ugotovi, s kakšnimi problemi se v Bosni srečuje katoliška cerkev, ter predlaga rešitev. Štefan II. je postopal zelo diplomatsko. Gerarda je prijazno sprejel na bosanski meji in pokazal veliko pripravljenost za sodelovanje. Frančiškanskega generala je očitno prepričal, kajti februarja 1340 je Štefan od papeža prejel pismo: "Dragemu sinu, plemenitemu Štefanu, bosanskemu banu, pozdrav in apostolski blagoslov. Iz poročila fra Gerardusa, ki je po naročilu kralja Karla prišel k tebi, smo spoznali, da si pokazal pripravljenost, da se v bosanski banovini obnovi božja služba, ki je zaradi mnogih tamkajšnjih heretikov tam popolnoma zastala, in da želiš, da se obnovijo vse cerkve, ki so sedaj tam porušene…." Gerard je kot svojega namestnika (vikarja) poslal v Bosno frančiškanskega meniha Peregrina Saškega , ki je prišel na bosanski dvor, se spoprijateljil s Štefanom in postal tudi njegov posrednik v odnosih z Benečani. Začel je organizirati gradnjo katoliških cerkva in frančiškanskih samostanov, a ker ni imel na razpolago menihov, ki bi znali bosenski jezik, je njegovo delo slabo napredovalo. Podobno modro kot Štefan so ravnali tudi njegovi nasledniki, zato se v 14. stoletju v Bosni ni mogla udomačiti nobena katoliška cerkvena organizacija.

## Razmerje do novega kralja Ludvika I.
Štefan II., ki bi rad svojo vladavino odcepil od Ogrske, se je po smrti kralja Karla I. (1342) začel z Benečani pogovarjati o zavezništvu. Leta 1344 je nenadoma umrl knez Nelipac, kar je mladi kralj Ludvik I. želel izkoristiti in zavzeti Knin. Nelipčeva vodova Vladislava, ki je prevzela regentstvo za svojega mladoletnega sina Ivana, je na predajo pristala šele, ko se je Kninu bližala velika (100.000 mož) ogrska vojska (1345). Štefan je pri tem sodeloval na strani kralja in bil eden njegovih glavnih pogajalcev; na povratku je kralja spremljal do Zagreba; ta ga je naslavljal z "dragi naš rojak".
Bližina Ludvikove vojske je ohrabrila Zadrčane, da so se poskušali otresti benečanske nadoblasti. Vendar Benečani tega niso dopustili in so mesto napadli. Ludvik je Zadrčanom poslal na pomoč vojski obeh banov, slavonskega Nikole Banića in bosanskega Štefana, ki sta s kakimi 10.000 možmi prišla v bližino Zadra. Toda dostop do Zadra je tedaj že preprečevala benečanska "bastida" z 28 stolpi, zgrajena največ iz lesa. Bana nista tvegala napada. Začela sta se pogajati z Benečani, na kar sta svojo vojsko umaknila. Ludvik je začel pripravljati veliko vojsko in v strahu pred njo so se Benečani začeli ob posredovanju Štefana s kraljem pogajati. Ve se, da so Benečani Štefanovega odposlanca nagradili s 150 dukati in da so se stiki med Benečani in Štefanom nadaljevali tudi potem, ko do sporazuma ni prišlo..
Poleti 1346 se je znašla pred Zadrom ogromna ogrska vojska, baje 100.000 mož, med njimi 10.000 Štefanovih. Medtem ko je kralj razbijal benečansko utrdbo, so se njegovi poveljniki in Štefan ponovno pogovarjali z Benečani. Do odločilne bitke pred mestom je prišlo 1. julija 1346. Kljub veliki številčni premoči je bila ogrska vojska strahovito poražena (več kot 7.000 mrtvih). Kralj je osramočen zapustil neposredno poveljevanje in se vrnil na Ogrsko. Zadrčani in kasnejši pisci so za poraz obtoževali Štefana, češ da je ogrske načrte izdajal Benečanom. Vendar dokazov za to ni. Tudi ni dokazov, da bi ga kralj kasneje obtoževal izdaje. Zadar se je konec leta 1346 predal Benečanom, Ludvik pa je z njimi leta 1348 sklenil osemletno premirje. Odtlej je bila Štefanova politika še bolj neodvisna od Ogrske in njegove zveze z Benečani še tesnejše. Zvezo je vzdrževal predvsem fra Peregrin, ki je v Benetkah užival poseben ugled.

## Konflikt s srbskim carjem Dušanom
Med tem je srbski kralj Dušan zavzel velik del ozemlja Bizantinskega cesarstva (večino severne Grčije in Albanijo) in se dal aprila 1346 v Skopju kronati za carja. Od Štefana je zahteval, da mu vrne Hum, a ker je imel v načrtu nadaljnje bojevanje proti Bizancu, je decembra 1346 s Štefanom sklenil triletno premirje. Koncem leta 1349 pa so Štefanovi ljudje, ki so plenili srbska ozemlja na območju Gackega, Trebinja in vse do Kotorskega zaliva, tako razjezili carja, da je oktobra 1350 z veliko vojsko vdrl v Bosno. Štefan je sprva skušal organizirati obrambo, toda car je z govoricami vnesel med bosanske plemiče razdor in precej jih je prešlo na carjevo stran. Štefanu ni preostalo drugega, kot da se je s privrženci umaknil v hribe in čakal. Car je prodrl pod grad Bobovac  (kjer je prebivala tudi Štefanova hči Elizabeta). Ni ga začel oblegati, ampak je del svoje vojske poslal na plenjenje proti rekama Cetini in Krki, sam pa se je z ostalim delom vojske obrnil proti Humu. Novica iz Makedonije, da so tam Bizantinci začeli z ofenzivo, ga je prisilila, da je zapustil Bosno. V nekaj mesecih je Štefan ponovno zavzel vse ozemlje.
Vse to je Štefanu zelo dvignilo ugled. Odklonil je Dušanovo ponudbo, da poroči Elizabeto s carjevim sinom Urošem, ki naj bi carju z doto prinesla Hum. Štefanova odločitev je bila pravilna. Nekaj let kasneje je car umrl, Srbija pa je krenila na pot propada.

## Zadnja leta vladanja
Zadnja leta Štefanovega vladanja so minila dokaj mirno. S spretno diplomacijo mu je uspelo, da je bil na ponovno izpraznjeno mesto bosanskega škofa postavljen njegov prijatelj fra Peregrin; odtlej sta bila tako bosanski škof kot vikar zunaj bosanskega ozemlja, v Đakovu.
Dokumenti, ki so v Štefanovem času prihajali iz banske pisarne, so kazali viden kulturni napredek. Dežela se je začela tudi ekonomsko razvijati. Zunanjo trgovino so začeli obravnavati kot ekonomsko politični dejavnik. Med tem ko so prej dajali dubrovniškim trgovcem svobodo trgovanja brez kakršnih koli dajatev, so sedaj morali ti od dobrin, ki so jih prinesli na bosanski trg, plačevati desetino. V pogodbi z Dubrovnikom (1332) so določili način reševanja morebitnih sporov. Bosanci niso trgovali le z Dubrovnikom, ampak tudi s Šibenikom, Trogirjem in Benetkami. Iz Štefanovega obdobja so prvi podatki o izkoriščanju rudnikov. Kovali so novce z likom in napisom bana Štefana.
Štefan je poskrbel tudi za dinastične povezave Kotromanićev z evropskimi dinastijami. Marijo, za katero se zaradi različnosti podatkov ne ve, ali je bila Štefanova sestra, nečakinja ali hčerka, je poročil z grofom Ulrikom Helfenštajnom, hčerko Katarino s celjskim grofom Hermanom I. Najpomembnejša pa je bila poroka njegove lepe hčerke Elizabete z ogrsko-hrvaškim kraljem Ludvikom I.
Štefan je najverjetneje umrl septembra 1353, kmalu po Elizabetini poroki. Pokopan je bil v cerkvi sv. Nikole znotraj frančiškanskega samostana v Milah pod gradom Visoko, v bližini današnjega mesta Visoko. Cerkev je bila Štefanova donacija in je postala mesto kronanja in pokopavanja bosanskih vladarjev. 

## Štefanova družina
Podatki o Štefanovih zakonskih zvezah so skopi, marsikje le posredni. Zato ni povsem jasno, ali je bil poročen dvakrat ali trikrat. 
Prva partnerka je bila ortenburška princesa, domnevno Elizabeta, hči ortenburškega grofa Majnharda III.; poznan je dokument, s katerim papež dovoljuje poroko (partnerja sta bila v 4. kolenu sorodstva), ni pa znano, ali je prišlo do zakonske zveze niti ne, kakšna je bila usoda Elizabete (morda sta imela dva sinova).
V dokumentih se v letu 1329 kot Štefanova žena omenja bolgarska princesa nepoznanega imena.
Kralj Karel I. je želel bana Štefana vezati na svoje kraljestvo tudi rodbinsko. Zato mu je že zgodaj ponudil za ženo sorodnico svoje poljske žene, Elizabeto Kujavijsko. Do poroke je prišlo leta 1335.
Iz teh zakonov so se Štefanu rodili najmanj štirje otroci:
- sin
- Vuk, umrl pred očetom
- Katarina , poročena s celjskim grofom Hermanom I.
- Elizabeta (1340-1387), poročena leta 1353 z ogrsko-hrvaškim kraljem Ludvikom I.
- morda tudi Marija, ki pa je bila verjetneje hči Štefanovega brata Vladislava in se je poročila z Ulrichom Helfensteinom.

Ker je Štefanov sin Vuk umrl pred očetom, je po Štefanovi smrti položaj bosanskega bana podedoval sin Štefanovega brata Vladislava, Tvrtko I.